# Charles Godfray
Hugh Charles Jonathan Godfray (né le 27 octobre 1958) est un zoologiste britannique. Il est professeur de biologie des populations au Balliol College d'Oxford, directeur de l'Oxford Martin School et directeur du programme Oxford Martin sur l'avenir de l'alimentation ,.

## Biographie
Formé à Millfield et au St Peter's College d'Oxford, il obtient son doctorat en écologie communautaire à l'Imperial College de Londres en 1983. Il reste à l'Impériale en tant que post-doctorant jusqu'en 1985, date à laquelle il retourne à Oxford en tant que démonstrateur. En 1987, il retourne à l'Imperial en tant que chargé de cours jusqu'en 2006, date à laquelle il retourne de nouveau à Oxford, en tant que membre du Jesus College et professeur Hope de zoologie.
Il reçoit la médaille scientifique en 1994 et la médaille Frink en 2009 de la Société zoologique de Londres. Il est élu membre de la Royal Society en 2001. Il est nommé commandeur de l'ordre de l'Empire britannique (CBE) dans les honneurs du Nouvel An 2011 et est fait chevalier dans les honneurs d'anniversaire de 2017 pour ses services à la recherche scientifique et ses conseils scientifiques au gouvernement.
Son article de recherche le plus cité, publié dans Science, étudie comment relever le défi de nourrir une population mondiale croissante . À ce jour, ses recherches sont citées plus de 40 000 fois .
En étudiant le problème du paludisme, Godfray et ses collègues présentent des données suggérant que l'utilisation de moustiques sans sperme pourrait être un moyen réalisable de contrôler la maladie .
Depuis février 2018, il est directeur de l'Oxford Martin School et professeur de biologie des populations à l'université d'Oxford.
En 2021, il est élu à la Société américaine de philosophie .